# Stenopogon carbonarius
Stenopogon carbonarius är en tvåvingeart som beskrevs av Hermann 1929. Stenopogon carbonarius ingår i släktet Stenopogon och familjen rovflugor. Inga underarter finns listade i Catalogue of Life.